# Kodokan Goshin Jutsu
Il Kōdōkan goshin-jutsu (講道館護身術?, Arte di autodifesa del Kōdōkan) è un kata di difesa personale del judo. Creato da una commissione di venticinque maestri del Kōdōkan nel 1956 al fine di fornire un modello di autodifesa ad uso delle forze di polizia giapponesi, è il kata cronologicamente più recente e inoltre include tecniche di aikidō in quanto Kenji Tomiki fu parte attiva di tale commissione.

## Descrizione
Il Kōdōkan goshin-jutsu consiste di 21 tecniche, suddivise in 2 gruppi: 12 contro attacchi non armati (di cui 7 a distanza ravvicinata e 5 a lunga distanza) e 9 contro attacchi armati (di cui 3 contro pugnale, 3 contro bastone e 3 contro pistola).
- Toshu-no-bu (徒手の部?, Tecniche militari senz'armi)
  - Kumi-tsukareta-baai (組み付かれた場合?, Situazione di attacco ravvicinato)
    - Ryote-dori (両手取 - Difesa da presa ai polsi dal davanti)
    - Hidari-eri-dori (左襟取 - difesa da presa al bavero sinistro spingendo torì)
    - Migi-eri-dori (右襟取 - difesa da presa al bavero destro tirando torì)
    - Kata-ude-dori (片腕取 - difesa da presa al braccio da dietro)
    - Ushiro-eri-dori (後襟取 - difesa da presa al bavero da dietro tirando)
    - Ushiro-jime (後絞 - difesa da strangolamento a mani nude da dietro)
    - Kakae-dori (抱取 - difesa da presa al busto da dietro)

  - Hanareta-baai (離れた場合?, Situazione di attacco a distanza)
    - Naname-uchi (斜打 - difesa da pugno in diagonale alla tempia)
    - Ago-tsuki (顎突 - difesa da uppercut)
    - Gammen-tsuki (顔面突 - difesa da pugno diretto al viso)
    - Mae-geri (前蹴 - difesa da calcio all'inguine)
    - Yoko-geri (横蹴)- difesa da calcio laterale
- Buki-no-bu (武器の部?, Tecniche militari con armi)
  - Tantō-no-baai (短刀の場合?, Situazione con pugnale)
    - Tsukkake (突掛 - difesa da tentativo di pugnalata dal basso)
    - Choku-zuki (直突 - difesa da pugnalata al ventre)
    - Naname-zuki (斜突)- difesa da pugnalata alla giugulare dall'alto

  - Tsue-no-baai (杖の場合?, Situazione con bastone)
    - Furi-age (振上 - difesa da colpo di bastone dall'alto)
    - Furi-oroshi (振下 - difesa da colpo di bastone al ventre)
    - Morote-zuki (双手突 - difesa da colpo di bastone al petto)

  - Kenjū-no-baai (拳銃の場合?, Situazione con pistola)
    - Shomen-zuke (正面附 - difesa da minaccia con pistola a distanza ravvicinata)
    - Doshi-gamae (腰構 - difesa da minaccia con pistola distanziata)
    - Haimen-zuke (背面附 - difesa da minaccia con pistola da dietro)

## Video
- Video ufficiale del Kodokan Judo Institute, 1ª parte (tori: Koshi Onozawa, uke: Koji Komata)
- Video ufficiale del Kodokan Judo Institute, 2ª parte (tori: Koshi Onozawa, uke: Koji Komata)